# Aule (rivière)
Pour les articles homonymes, voir Aule.
L'Aule est un ruisseau qui traverse les départements des Hautes-Pyrénées et du Gers et un affluent gauche de l'Estéous dans le bassin versant de l'Adour.

## Géographie
D'une longueur de 16,1 kilomètres, il prend sa source sur la commune de Chis (Hautes-Pyrénées), à 262 mètres d'altitude.
Il coule du sud vers le nord et se jette dans l'Estéous à Haget (Gers), à l'altitude 210 mètres.

### Communes et départements traversés
Dans les départements des Hautes-Pyrénées et du Gers, l'Aule traverse neuf communes et cinq cantons : dans le sens amont vers aval : Chis (source), Dours, Aurensan, Tostat, Escondeaux, Bazillac, Sarriac-Bigorre, Ségalas et Haget (confluence).
Soit en termes de cantons, l'Aule prend source dans le canton d'Aureilhan, arrose les cantons de Pouyastruc, de Bordères-de-l'Échez et de Rabastens-de-Bigorre et conflue dans le canton de Miélan.

## Affluents
L'Aule a deux affluents référencés :
- (D) Canal d'Alaric, 73,8 km, qui conflue une première fois à Chis, près de la source, puis à Haget, au lieu-dit Theulé ;
- (G) Ruisseau du Bois, 3,6 km, qui rejoint l'Aule à Escondeaux.

Géoportail référence un autre affluent :
- (D) Ruisseau l'Ayguevive.

(D) rive droite ; (G) rive gauche.

## Galerie d'images

Sélection de vues du ruisseau.
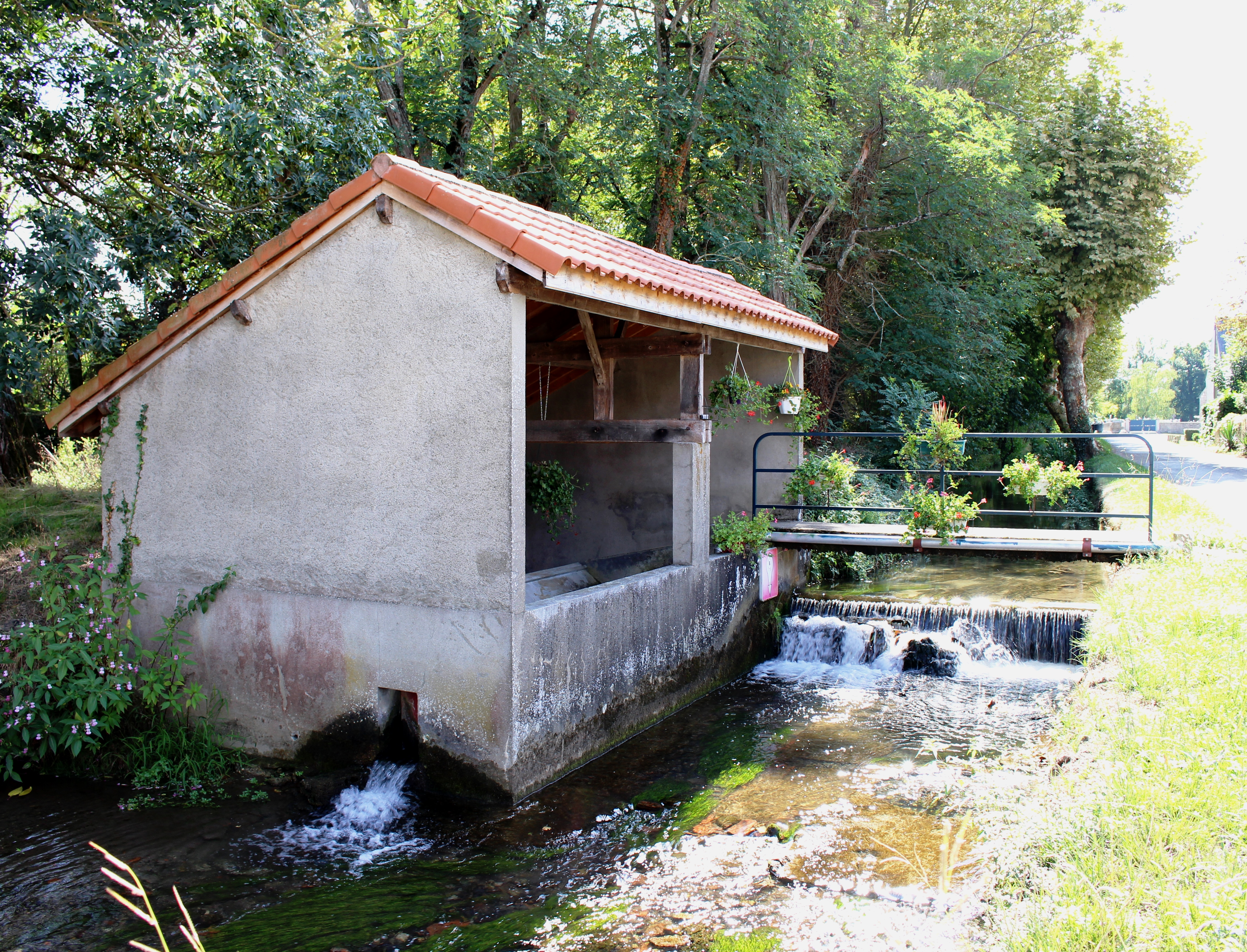
Ả Sarriac-Bigorre.